# Smile PreCure!
Smile PreCure! (スマイルプリキュア！ Sumairu PuriKyua!) er en japansk animeserie fra 2012, der er produceret af Toei Animation. Det er den niende serie i Izumi Todos Pretty Cure-franchise med den syvende generation af Pretty Cure-piger. Seriens historie er skrevet af Shouji Yonemura, mens Toshie Kawamura har designet figurerne. Serien blev sendt på All-Nippon News Network (ANN)'s TV Asahi-netværk fra 5. februar 2012, hvor den erstattede Suite PreCure, til 27. januar 2013, hvor den blev afløst af DokiDoki! PreCure. En film fik premiere i de japanske biografer 26. oktober 2012. Desuden blev der udgivet en roman i 2016, der fungerer som en epilog med en handling ti år efter begivenhederne i animeserien. En samling med illustrationer af Toshie Kawamura blev udgivet 12. februar 2014. Serien hovedemner er eventyr og glæde. 
Serien blev oversat til engelsk af Saban Brands og udsendt under navnet Glitter Force på Netflix udenfor Asien 18. december 2015.

## Handling
Kongeriget Märchenland (メルヘンランド Meruhenrando), hvor flere eventyrfigurer bor, bliver angrebet af den onde Pjerrot. Han vil give verden en ulykkelig slutning men bliver stoppet, da dronningen bruger sin sidste energi til at forsegle ham. Da Pjerrots undersåtter planlægger af befri ham ved at høste ulykkelig energi fra folk på Jorden, sender dronningen feen Candy ud for at samle fem magical girls. Serien følger de fem pigers eventyr og kampe for at samle Cure Decor, der gør udgør dronningens kraft af glæde.